# Big Walter Horton
Big Walter Horton (Horn Lake, 6 april 1918 - Chicago, 8 december 1981) was een Amerikaanse bluesmondharmonicaspeler, bekend als lid van de band van Muddy Waters.

## Biografie
Reeds op 5-jarige leeftijd kon Horton mondharmonica spelen, dat hij zichzelf aanleerde, nadat hij een mondharmonica cadeau had gekregen van zijn vader. Spoedig daarna won hij een plaatselijke talentenjacht. Als jeugdige woonde hij in Memphis, waar hij lid was van de Memphis Jug Band, bij wiens opnamen hij waarschijnlijk betrokken was. Hier leerde hij ook nieuwe trucs voor zijn instrument, die hem werden ingeprent door de mondharmonicaspeler van de band, Will Shade. Daarna trok hij door het land en speelde met zijn muziek net genoeg geld bijeen om te overleven. In de tijden van de grote depressie speelde hij met Robert Johnson, Honeyboy Edwards en anderen.
Begin jaren 1940 ging hij naar Chicago en maakte daar zijn eerste eigen opnamen, meestal begeleid door een gitarist. Volgens eigen zeggen begon hij rond deze tijd ook met een versterkte mondharmonica te experimenteren. Hij zou Little Walter en Sonny Boy Williamson I enkele trucs met de mondharmonica hebben bijgebracht, maar dit kan niet met zekerheid worden bevestigd.
Om gezondheidsredenen trok Horton zich min of meer terug uit de muziekbusiness en accepteerde andere jobs. Af en toe ging hij naar Memphis terug en maakte ook meerdere opnamen, waaronder met de jonge B.B. King. Later tijdens de jaren 1950 voegde hij zich in Chicago bij de band van Muddy Waters. Tijdens de jaren 1950 speelde hij ook als studiomuzikant voor Chess Records. Tijdens deze periode nam hij enkele singles op voor Chess Records, met Willie Dixon als producent.
Horton, wiens bijnaam vanwege zijn hoofdbewegingen tijdens het spelen 'Shakey' was, werd een gevestigd bestandsdeel van het bluescircuit van Chicago en genoot tijdens het folkrevival grote populariteit. Pas in 1964 nam hij zijn eerste lp The Soul of Blues Harmonica op voor Chess Records. Tijdens de jaren 1970 toerde hij door de Verenigde Staten en Europa, vaak met Willie Dixon en zijn Chicago Blues All-Stars. Hij speelde met bluesrock-grootheden als Fleetwood Mac en Johnny Winter. Een echte aanrader is zijn bij Alligator Records uitgebrachte album Big Walter Horton with Carey Bell, dat ook is verschenen als cd. Bij de opnamen werken naast Big Walter Horton ook Carey Bell en Eddie Taylor mee. In de film The Blues Brothers trad hij op als begeleider van John Lee Hooker in het Maxwell Street-tafereel.
Big Walter Horton was een rustige, kleine man, die als een van de meest begaafde bluesharmonicaspelers in de geschiedenis van de blues werd beschouwd.

## Overlijden
Big Walter Horton overleed in 1981 op 63-jarige leeftijd en werd bijgezet in Alsip. In 1982 werd hij opgenomen in de Blues Hall of Fame.

## Discografie

### Albums
- 1964: The Soul of Blues Harmonica Chess
- 1969: Southern Comfort Sire Records
- 1972: Offer You Can't Refuse [1 Side]  Red Lightnin' (UK)
- 1972: With Hot Cottage London / Blueprint / XTRA / Stony Plain
- 1973: Big Walter Horton with Carey Bell Alligator
- 1973:  NowLive at the El Mocambo Red Lightnin' (UK)
- 1976: Can't Keep Lovin' You Blind Pig Records
- 1979: Fine Cuts Blind Pig Records
- 1980: Little Boy Blue [live] JSP
- 1984: The Deep Blues Harmonica JSP
- 1984: Can't Keep Lovin' You Blind Pig Records
- 1986: Walter Horton Black Magic
- 1988:  Mouth Harp Maestro Ace
- 1990: Horton Blind Pig Records
- 1996: Ann Arbor Blues & Jazz Festival, Vol. 4 [live]  Schoolkids
- 1996: They Call Me Big Walter  Blues Alliance
- 1997: An Offer you Can´t Refuse Walter Horton und Paul Butterfield  Castle
- 1998:  Toronto '73 M.I.L. Multimedia
- 1999: Walter "Shakey" Horton Live Pacific Blues
- 2001: Live at the Knickerbocker JSP
- 2001: With Hot Cottage Stony Plain
- 2005:  Memphis Recordings 1951 Megaphon Importservice
- 2008: Bocce Boogie: Live 1978  Topcat Records

### Gastoptredens
- 1965: Big Mama Thornton Big Mama Thornton In Europe
- 1966: Otis Spann Otis Spann's Chicago Blues
- 1968: Big Mama Thornton Ball N' Chain
- 1968: Johnny Young Chicago Blues
- 1969: Chicken Shack O.K. Ken?
- 1969: Fleetwood Mac Blues Jam In Chicago, Vol. 1
- 1969: Johnny Shines Johnny Shines With Big Walter Horton
- 1969: Johnny Winter Johnny Winter
- 1969: Koko Taylor Koko Taylor
- 1969: Sunnyland Slim Midnight Jump
- 1970: Fleetwood Mac Kiln House
- 1976: Jimmy Rogers Chicago Bound
- 1994: Floyd Jones Masters Of Modern Blues
- 1995: American Folk Blues Festival: 1962-1965
- 1995: J.B. Hutto Masters Of Modern Blues
- 1997: Muddy Waters His Best 1956 bis 1964
- 1998: Johnny Shines 1915-1992
- 1999: David 'Honeyboy' Edwards Don't Mistreat A Fool
- 2003: Buddy Guy This Is the Beginning: The Artistic and USA Sessions 1958-1963
- 2004: Fleetwood Mac Blues Jam In Chicago, Vol. 2
- 2006: Chicken Shack Complete Blue Horizon Sessions

- Bibliothèque nationale de France: cb13927163d (data)
- Gemeinsame Normdatei: 134776801
- International Standard Name Identifier: 0000 0000 7996 5438
- Library of Congress Control Number: n86857371
- MusicBrainz: 430a451b-4e32-456d-ab29-4389c322ca45
- Nationale Bibliotheek van Tsjechië: ola2002159287
- Nederlandse Thesaurus van Auteursnamen: 097964166
- SNAC: w6tr69tm
- Virtual International Authority File: 54334985